# Laramière
Laramière est une commune française, située dans le sud-est du département du Lot en région Occitanie.
Elle est également dans le causse de Limogne, un des quatre causses du Quercy, dénudé et clairsemé de champs de lavande, de genévriers et de chênes truffiers.
Exposée à un climat océanique altéré, elle est drainée par  et par divers autres petits cours d'eau. Incluse dans le parc naturel régional des Causses du Quercy, qui a depuis 2017 le label de géoparc mondial Unesco, la commune possède un patrimoine naturel remarquable composé de deux zones naturelles d'intérêt écologique, faunistique et floristique.
Laramière est une commune rurale qui compte 353 habitants en 2022, après avoir connu un pic de population de 1 159 habitants en 1821.  Elle fait partie de l'aire d'attraction de Villefranche-de-Rouergue. Ses habitants sont appelés les Ramiérois ou  Ramiéroises.

## Géographie
Commune située dans le Quercy, causse de Limogne.

### Communes limitrophes
Les communes limitrophes sont  Martiel, Promilhanes, Puyjourdes, Puylagarde et Vidaillac.
La commune est limitrophe des départements de l'Aveyron et de Tarn-et-Garonne.
| Promilhanes | Puyjourdes (sur 70 m)        |                   |
| Vidaillac   | Laramière                    | Martiel (Aveyron) |
|             | Puylagarde (Tarn-et-Garonne) |                   |

### Climat
Pour des articles plus généraux, voir Climat de l'Occitanie et Climat du Lot.
En 2010, le climat de la commune est de type climat océanique altéré, selon une étude s'appuyant sur une série de données couvrant la période 1971-2000. En 2020, Météo-France publie une typologie des climats de la France métropolitaine dans laquelle la commune est toujours exposée à un climat océanique altéré et est dans la région climatique Ouest et nord-ouest du Massif Central, caractérisée par une pluviométrie annuelle de 900 à 1 500 mm, maximale en automne et en hiver.
Pour la période 1971-2000, la température annuelle moyenne est de 11,6 °C, avec une amplitude thermique annuelle de 15,7 °C. Le cumul annuel moyen de précipitations est de 937 mm, avec 10,9 jours de précipitations en janvier et 6,1 jours en juillet. Pour la période 1991-2020, la température moyenne annuelle observée sur la station météorologique la plus proche, située sur la commune de Faycelles à 25 km à vol d'oiseau, est de 13,1 °C et le cumul annuel moyen de précipitations est de 806,2 mm,. Pour l'avenir, les paramètres climatiques de la commune estimés pour 2050 selon différents scénarios d'émission de gaz à effet de serre sont consultables sur un site dédié publié par Météo-France en novembre 2022.

### Milieux naturels et biodiversité

#### Espaces protégés
La protection réglementaire est le mode d’intervention le plus fort pour préserver des espaces naturels remarquables et leur biodiversité associée,.
La commune fait partie du parc naturel régional des Causses du Quercy, un espace protégé créé en 1999 et d'une superficie de 183 039 ha, qui s'étend sur 102 communes du département du Lot. La cohérence du territoire du Parc s’est fondée sur l’unité géologique d’un même socle de massif karstique, entaillé de profondes vallées. Le périmètre repose sur une unité de paysages autour de la pierre et du bâti (souvent en pierre sèche), de l’empreinte des pelouses sèches et du pastoralisme et de l’omniprésence des patrimoines naturels et culturels,. Ce parc a été classé Géoparc en mai 2017 sous la dénomination « géoparc des causses du Quercy », faisant dès lors partie du réseau mondial des Géoparcs, soutenu par l’UNESCO,.

#### Zones naturelles d'intérêt écologique, faunistique et floristique

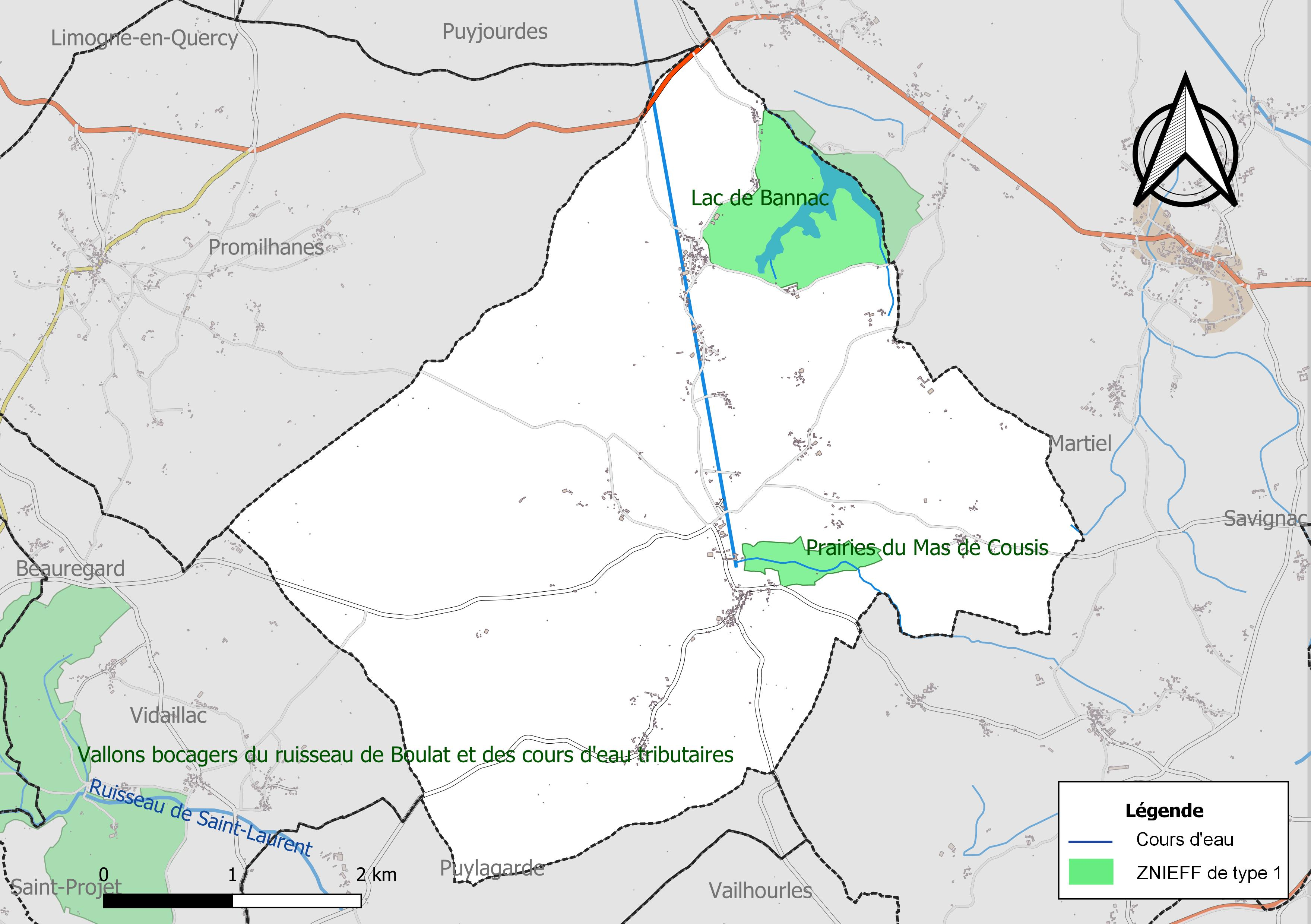
Carte des ZNIEFF de type 1 localisées sur la commune.

L’inventaire des zones naturelles d'intérêt écologique, faunistique et floristique (ZNIEFF) a pour objectif de réaliser une couverture des zones les plus intéressantes sur le plan écologique, essentiellement dans la perspective d’améliorer la connaissance du patrimoine naturel national et de fournir aux différents décideurs un outil d’aide à la prise en compte de l’environnement dans l’aménagement du territoire.
Deux ZNIEFF de type 1 sont recensées sur la commune :
le « lac de Bannac » (143 ha), couvrant 2 communes dont une dans l'Aveyron et une dans le Lot et 
les « prairies du Mas de Cousis » (24 ha).

## Urbanisme

### Typologie
Au 1er janvier 2024, Laramière est catégorisée commune rurale à habitat très dispersé, selon la nouvelle grille communale de densité à sept niveaux définie par l'Insee en 2022.
Elle est située hors unité urbaine. Par ailleurs la commune fait partie de l'aire d'attraction de Villefranche-de-Rouergue, dont elle est une commune de la couronne,. Cette aire, qui regroupe 34 communes, est catégorisée dans les aires de moins de 50 000 habitants,.

### Occupation des sols
L'occupation des sols de la commune, telle qu'elle ressort de la base de données européenne d’occupation biophysique des sols Corine Land Cover (CLC), est marquée par l'importance des territoires agricoles (83,4 % en 2018), en diminution par rapport à 1990 (84,4 %). La répartition détaillée en 2018 est la suivante : 
zones agricoles hétérogènes (43,7 %), prairies (39,7 %), forêts (15,5 %), eaux continentales (1,1 %). L'évolution de l’occupation des sols de la commune et de ses infrastructures peut être observée sur les différentes représentations cartographiques du territoire : la carte de Cassini (XVIIIe siècle), la carte d'état-major (1820-1866) et les cartes ou photos aériennes de l'IGN pour la période actuelle (1950 à aujourd'hui).

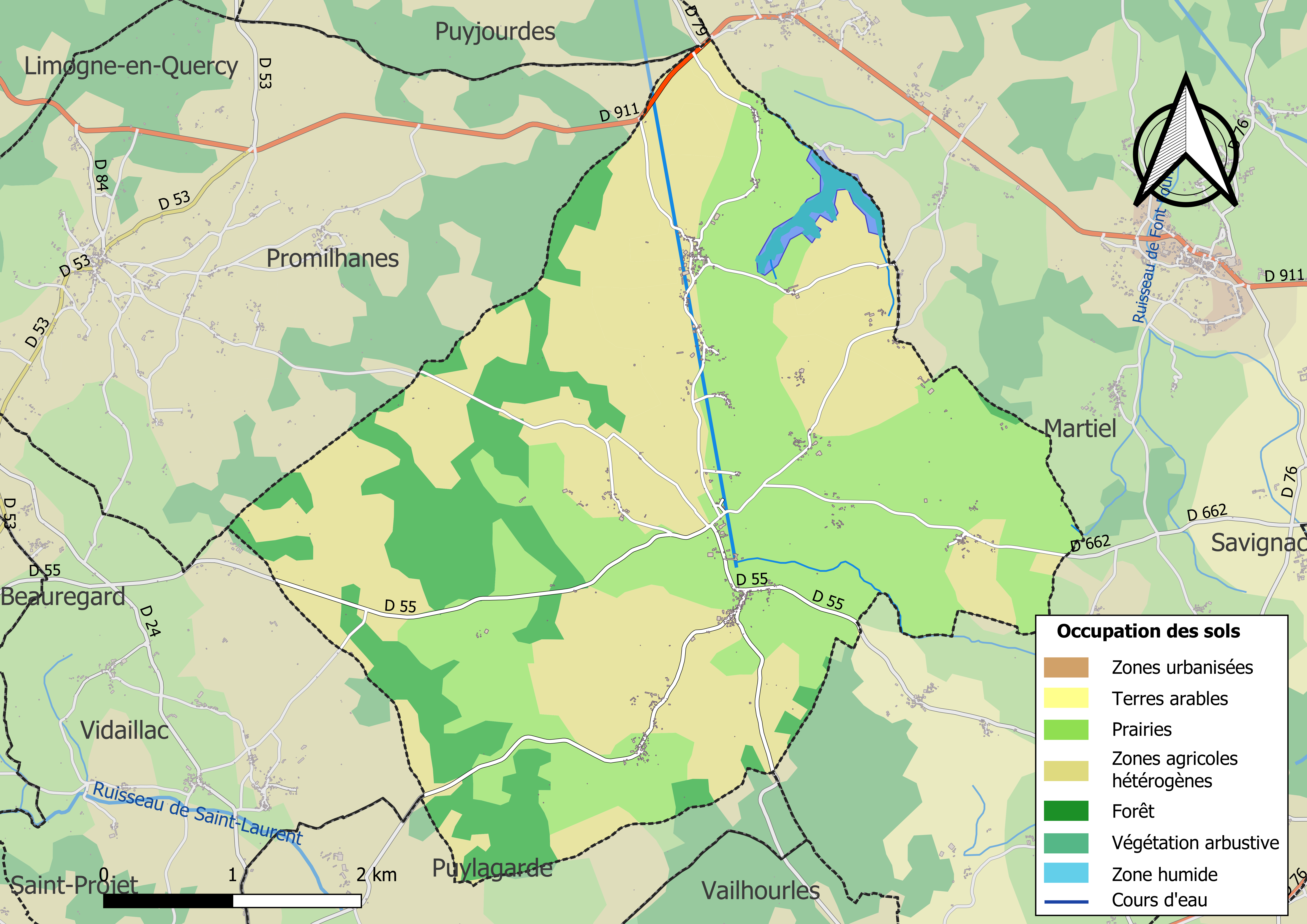
Carte des infrastructures et de l'occupation des sols de la commune en 2018 (CLC).

### Risques majeurs
Le territoire de la commune de Laramière est vulnérable à différents aléas naturels : météorologiques (tempête, orage, neige, grand froid, canicule ou sécheresse), feux de forêts, mouvements de terrains et séisme (sismicité très faible). Il est également exposé à un risque technologique,  le transport de matières dangereuses. Un site publié par le BRGM permet d'évaluer simplement et rapidement les risques d'un bien localisé soit par son adresse soit par le numéro de sa parcelle.

#### Risques naturels
Laramière est exposée au risque de feu de forêt. Un plan départemental de protection des forêts contre les incendies a été approuvé par arrêté préfectoral le 30 novembre 2015 pour la période 2015-2025. Les propriétaires doivent ainsi couper les broussailles, les arbustes et les branches basses sur une profondeur de 50 mètres, aux abords des constructions, chantiers, travaux et installations de toute nature, situées à moins de 200 mètres de terrains en nature
de bois, forêts, plantations, reboisements, landes ou friches. Le brûlage des déchets issus de l’entretien des parcs et jardins des ménages et des collectivités est interdit. L’écobuage est également interdit, ainsi que les feux de type méchouis et barbecues, à l’exception de ceux prévus dans des installations fixes (non situées sous couvert d'arbres) constituant une dépendance d'habitation.

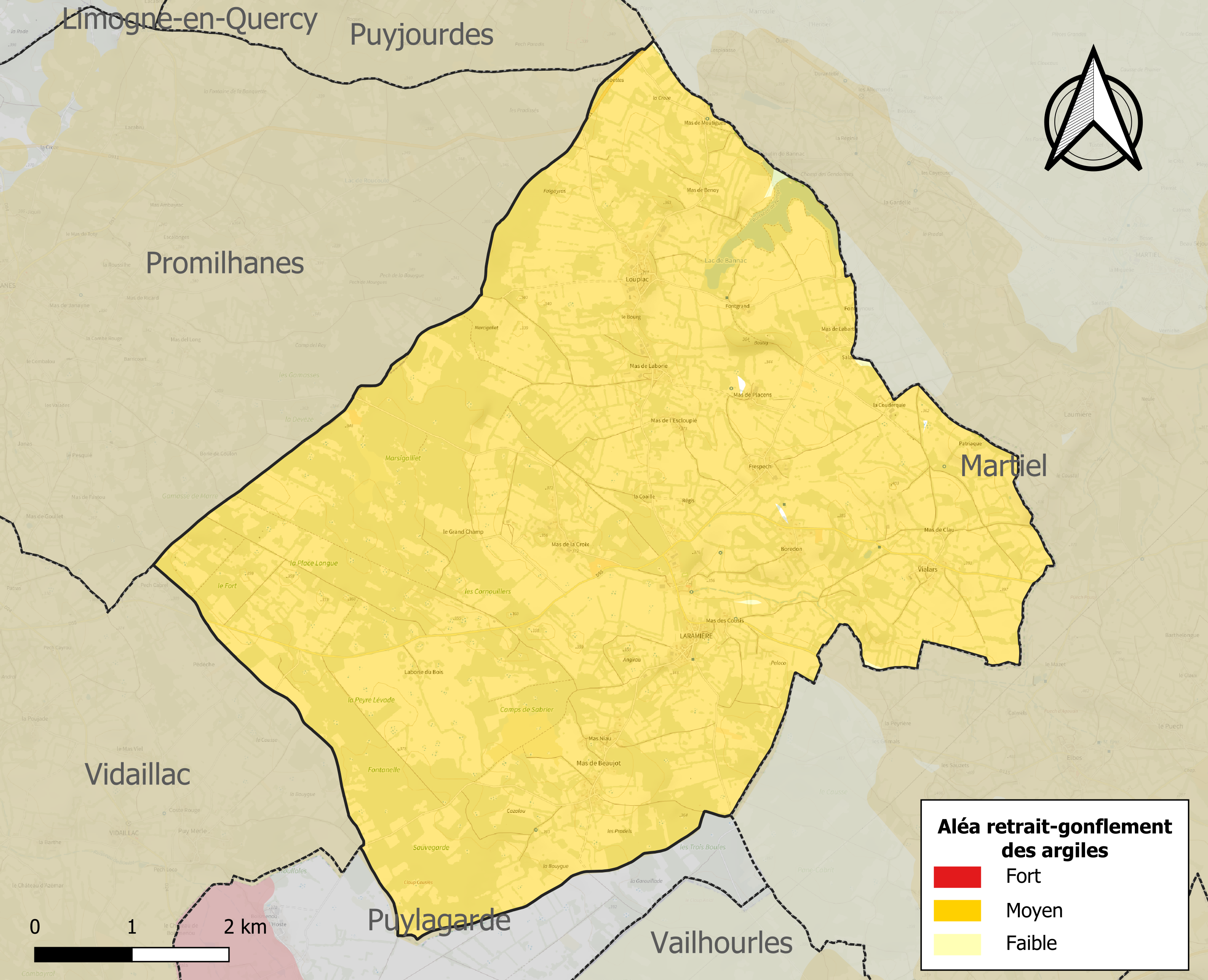
Carte des zones d'aléa retrait-gonflement des sols argileux de Laramière.

Les mouvements de terrains susceptibles de se produire sur la commune sont des affaissements et effondrements liés aux cavités souterraines (hors mines) et des glissements de terrain. Par ailleurs, afin de mieux appréhender le risque d’affaissement de terrain, l'inventaire national des cavités souterraines permet de localiser celles situées sur la commune.
Le retrait-gonflement des sols argileux est susceptible d'engendrer des dommages importants aux bâtiments en cas d’alternance de périodes de sécheresse et de pluie. 99,8 % de la superficie communale est en aléa moyen ou fort (67,7 % au niveau départemental et 48,5 % au niveau national). Sur les 251 bâtiments dénombrés sur la commune en 2019, 251 sont en aléa moyen ou fort, soit 100 %, à comparer aux 72 % au niveau départemental et 54 % au niveau national. Une cartographie de l'exposition du territoire national au retrait gonflement des sols argileux est disponible sur le site du BRGM,.
Par ailleurs, afin de mieux appréhender le risque d’affaissement de terrain, l'inventaire national des cavités souterraines permet de localiser celles situées sur la commune.
La commune a été reconnue en état de catastrophe naturelle au titre des dommages causés par les inondations et coulées de boue survenues en 1982 et 1999. Concernant les mouvements de terrains, la commune a été reconnue en état de catastrophe naturelle au titre des dommages causés par des mouvements de terrain en 1999.

#### Risques technologiques
Le risque de transport de matières dangereuses sur la commune est lié à sa traversée par une canalisation de transport d'hydrocarbures. Un accident se produisant sur une telle infrastructure est susceptible d’avoir des effets graves sur les biens, les personnes ou l'environnement, selon la nature du matériau transporté. Des dispositions d’urbanisme peuvent être préconisées en conséquence.

## Toponymie
Le nom Laramière désigne un endroit couvert de bois, en occitan la rama auquel a été ajouté le suffixe ièra.

## Politique et administration
| Période                                  | Période  | Identité                | Étiquette | Qualité |
| ---------------------------------------- | -------- | ----------------------- | --------- | ------- |
| 1793                                     | 1797     | Joseph Ferrie           |           |         |
| 1797                                     | 1799     | Baptiste Dellon         |           |         |
| 1800                                     | 1804     | Claude Meric            |           |         |
| 1804                                     | 1817     | Antoine Joseph Couderc  |           |         |
| 1817                                     | 1818     | Antoine Savignac        |           |         |
| 1818                                     | 1830     | Antoine Joseph Couderc  |           |         |
| 1830                                     | 1837     | Pierre Jean Masbou      |           |         |
| 1837                                     | 1870     | Joseph Masbou           |           |         |
| 1870                                     | 1876     | Joseph Cavaille         |           |         |
| 1876                                     | 1878     | Paul Ferrie             |           |         |
| 1878                                     | 1882     | Étienne Guilhen         |           |         |
| 1882                                     | 1896     | François Masbou         |           |         |
| 1896                                     | 1899     | François Silvère Masbou |           |         |
| 1899                                     | 1902     | Jean Léon Masbou        |           |         |
| 2001                                     | En cours | Valérie Boulpicante     |           |         |
| Les données manquantes sont à compléter. |          |                         |           |         |

## Démographie
L'évolution du nombre d'habitants est connue à travers les recensements de la population effectués dans la commune depuis 1793. Pour les communes de moins de 10 000 habitants, une enquête de recensement portant sur toute la population est réalisée tous les cinq ans, les populations de référence des années intermédiaires étant quant à elles estimées par interpolation ou extrapolation. Pour la commune, le premier recensement exhaustif entrant dans le cadre du nouveau dispositif a été réalisé en 2006.

En 2022, la commune comptait 353 habitants, en évolution de +2,02 % par rapport à 2016 (Lot : +1,31 %, France hors Mayotte : +2,11 %).
| 1793 | 1800  | 1806 | 1821  | 1831  | 1836  | 1841  | 1846  | 1851  |
| ---- | ----- | ---- | ----- | ----- | ----- | ----- | ----- | ----- |
| 998  | 1 062 | 995  | 1 159 | 1 079 | 1 006 | 1 057 | 1 119 | 1 124 |

| 1856  | 1861  | 1866  | 1872 | 1876 | 1881 | 1886 | 1891 | 1896 |
| ----- | ----- | ----- | ---- | ---- | ---- | ---- | ---- | ---- |
| 1 060 | 1 065 | 1 065 | 951  | 959  | 918  | 907  | 833  | 767  |

| 1901 | 1906 | 1911 | 1921 | 1926 | 1931 | 1936 | 1946 | 1954 |
| ---- | ---- | ---- | ---- | ---- | ---- | ---- | ---- | ---- |
| 696  | 687  | 620  | 543  | 507  | 458  | 413  | 393  | 341  |

| 1962 | 1968 | 1975 | 1982 | 1990 | 1999 | 2006 | 2011 | 2016 |
| ---- | ---- | ---- | ---- | ---- | ---- | ---- | ---- | ---- |
| 304  | 269  | 258  | 240  | 251  | 264  | 283  | 329  | 346  |

| 2021 | 2022 | - | - | - | - | - | - | - |
| ---- | ---- | - | - | - | - | - | - | - |
| 352  | 353  | - | - | - | - | - | - | - |

## Économie

### Revenus
En 2018, la commune compte 142 ménages fiscaux, regroupant 339 personnes. La médiane du revenu disponible par unité de consommation est de 18 760 € (20 740 € dans le département).

### Emploi
|                | 2008  | 2013  | 2018   |
| -------------- | ----- | ----- | ------ |
| Commune        | 9,9 % | 8,2 % | 10,1 % |
| Département    | 7,3 % | 8,9 % | 9,6 %  |
| France entière | 8,3 % | 10 %  | 10 %   |

En 2018, la population âgée de 15 à 64 ans s'élève à 191 personnes, parmi lesquelles on compte 75,1 % d'actifs (65,1 % ayant un emploi et 10,1 % de chômeurs) et 24,9 % d'inactifs,. Depuis 2008, le taux de chômage communal (au sens du recensement) des 15-64 ans est supérieur à celui de la France et du département.
La commune fait partie de la couronne de l'aire d'attraction de Villefranche-de-Rouergue, du fait qu'au moins 15 % des actifs travaillent dans le pôle,. Elle compte 35 emplois en 2018, contre 27 en 2013 et 36 en 2008. Le nombre d'actifs ayant un emploi résidant dans la commune est de 124, soit un indicateur de concentration d'emploi de 27,8 % et un taux d'activité parmi les 15 ans ou plus de 50,5 %.
Sur ces 124 actifs de 15 ans ou plus ayant un emploi, 27 travaillent dans la commune, soit 22 % des habitants. Pour se rendre au travail, 89,4 % des habitants utilisent un véhicule personnel ou de fonction à quatre roues, 1,6 % les transports en commun, 4,8 % s'y rendent en deux-roues, à vélo ou à pied et 4,1 % n'ont pas besoin de transport (travail au domicile).

### Activités hors agriculture
18 établissements sont implantés  à Laramière au 31 décembre 2019.
Le secteur de l'industrie manufacturière, des industries extractives et autres est prépondérant sur la commune puisqu'il représente 33,3 % du nombre total d'établissements de la commune (6 sur les 18 entreprises implantées  à Laramière), contre 14 % au niveau départemental.

### Agriculture
La commune est dans les Causses », une petite région agricole occupant une grande partie centrale du département du Lot. En 2020, l'orientation technico-économique de l'agriculture  sur la commune est l'élevage de bovins, pour la viande.
|               | 1988  | 2000  | 2010  | 2020  |
| ------------- | ----- | ----- | ----- | ----- |
| Exploitations | 47    | 26    | 22    | 21    |
| SAU (ha)      | 1 068 | 1 014 | 1 136 | 1 182 |

Le nombre d'exploitations agricoles en activité et ayant leur siège dans la commune est passé de 47 lors du recensement agricole de 1988  à 26 en 2000 puis à 22 en 2010 et enfin à 21 en 2020, soit une baisse de 55 % en 32 ans. Le même mouvement est observé à l'échelle du département qui a perdu pendant cette période 60 % de ses exploitations,. La surface agricole utilisée sur la commune est restée relativement stable, passant de 1068 ha en 1988 à 1182 ha en 2020. Parallèlement la surface agricole utilisée moyenne par exploitation a augmenté, passant de 23 à 56 ha.

## Culture locale et patrimoine

### Lieux et monuments
- Prieuré Notre-Dame de Laramière : prieuré du XIIIe siècle et son église inscrit aux monuments historiques en 1925 et 1952[36].
- Église Saint-Georges de Laramière. L'édifice est référencé dans la base Mérimée et à l'Inventaire général Région Occitanie[37].
- Dolmens de la Borie-du-Bois : le site comporte deux dolmens, (respectivement numérotés 1 et 2) dans un périmètre de quelques centaines de mètres. Le dolmen no 1, appelé localement Peyro Levado se caractérise par une belle table de couverture (5,70 mètres de long pour 0,60 mètre d'épaisseur, estimation 24 tonnes) demeurée en connexion avec ses orthostates dont la longueur atteint les 5 mètres. La surface supérieure de la table est creusée d'une grande cupule de 40 centimètres de diamètre. Le dolmen no 1 est  Classé MH (1984) Notice no PA00095123 44° 21′ 01″ N, 1° 50′ 39″ E. Le dolmen no 2 est un dolmen à vestibule de taille beaucoup plus modeste et dans un état de délabrement avancé.

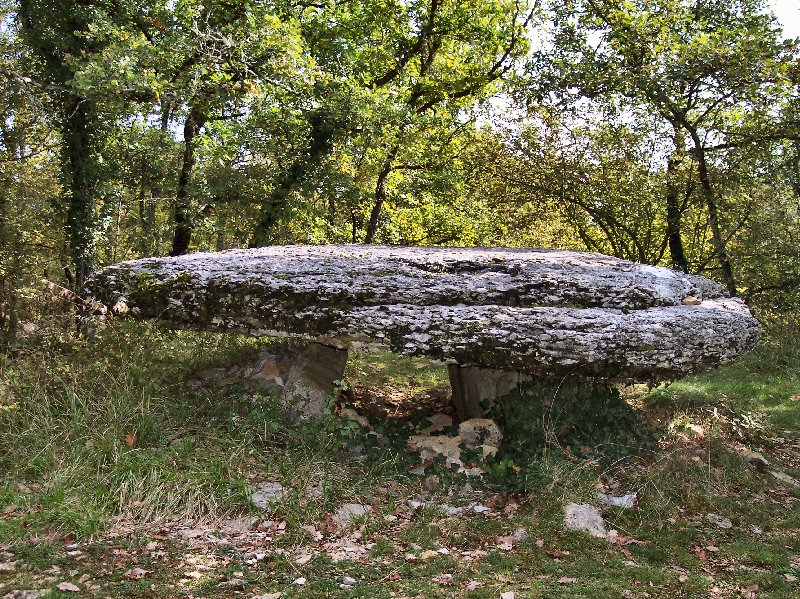
Dolmen no 1 de Marcigaliet
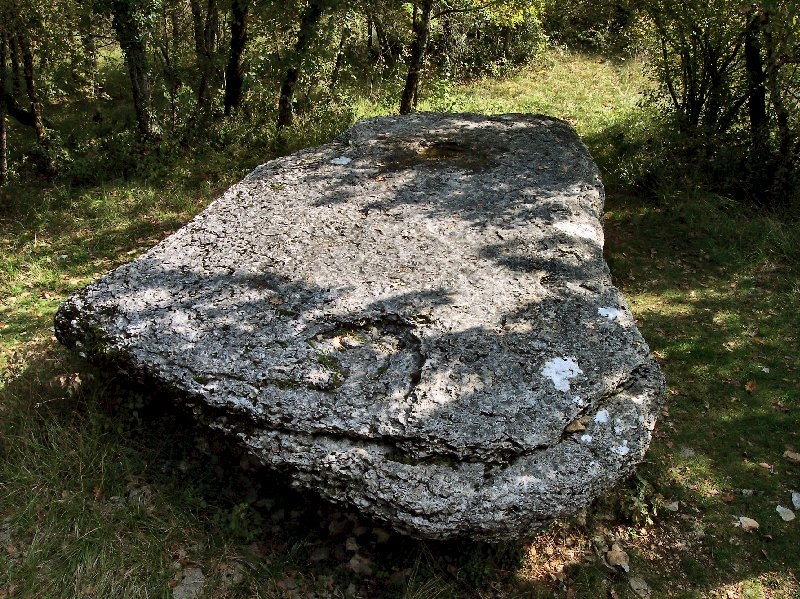
Table du dolmen no 1 de Marcigaliet
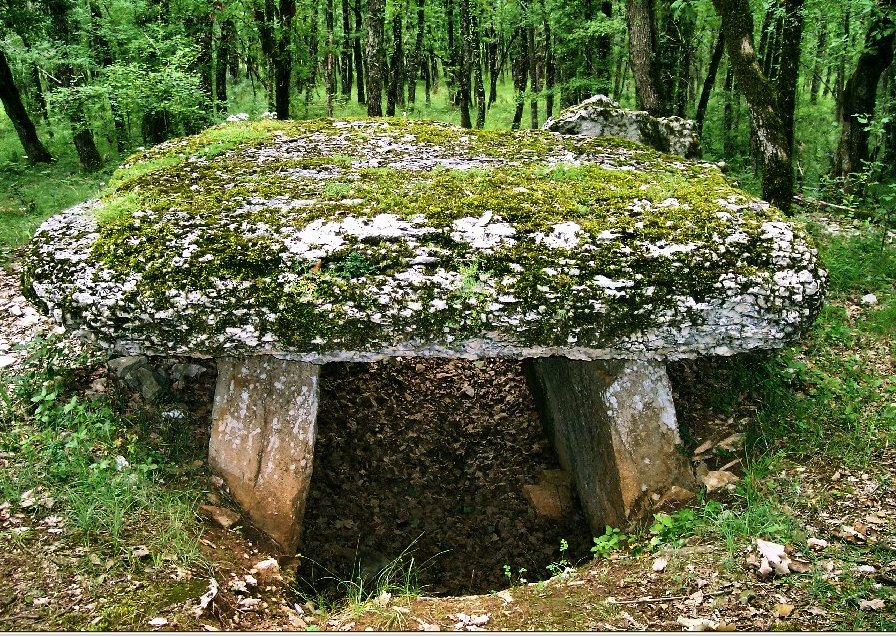
Entrée du dolmen no 1 de Marcigaliet

- Dolmens de Marcigaliet : le bois de Marcigaliet (orthographié aussi Marsigaillet) abrite 6 dolmens, mais seul le dolmen no 1 est  Classé MH (1989) Notice no PA00095124 44° 21′ 51″ N, 1° 51′ 10″ E. Le dolmen no 1 comporte une table de 3,50 mètres de long (estimation 13 tonnes). Les dolmens no 2 et no 6 ont perdu leur table mais conservé leurs orthostates en place (plus de 3 mètres de long pour celles du no 2 et moins de 2 mètres pour celles du no 6). Le dolmen no 3 (orthostates de 3 mètres de long) est surmonté d'une garriote. Le dolmen no 4 s'illustre par la hauteur de ses orthostates (1,10 et 1,40 mètre de haut). Le dolmen no 5 a lui aussi perdu sa table mais conservé son tumulus (17 mètres de diamètre). Le bois de Marcigaliet abrite aussi une belle dalle de 3 mètres de long reconnue comme une dalle en mouvement qui a été abandonnée avant édification d'un futur dolmen.
- GR36.

#### Site de l'Insee
1. ↑  « La grille communale de densité », sur le site de l'Insee, 28 mai 2024 (consulté le 28 juin 2024).
2. 1 2  Insee, « Métadonnées de la commune de Laramière ».
3. ↑  « Liste des communes composant l'aire d'attraction de Villefranche-de-Rouergue », sur le site de l'Insee (consulté le 28 juin 2024).
4. ↑  Marie-Pierre de Bellefon, Pascal Eusebio, Jocelyn Forest, Olivier Pégaz-Blanc et Raymond Warnod (Insee), « En France, neuf personnes sur dix vivent dans l’aire d’attraction d’une ville », sur le site de l'Insee, 21 octobre 2020 (consulté le 28 juin 2024).
5. ↑  « REV T1 - Ménages fiscaux de l'année 2018 à Laramière » (consulté le 5 février 2022).
6. ↑  « REV T1 - Ménages fiscaux de l'année 2018 dans le Lot » (consulté le 5 février 2022).
7. 1 2  « Emp T1 - Population de 15 à 64 ans par type d'activité en 2018 à Laramière » (consulté le 5 février 2022).
8. ↑  « Emp T1 - Population de 15 à 64 ans par type d'activité en 2018 dans le Lot » (consulté le 5 février 2022).
9. ↑  « Emp T1 - Population de 15 à 64 ans par type d'activité en 2018 dans la France entière » (consulté le 5 février 2022).
10. ↑  « Base des aires d'attraction des villes 2020 », sur site de l'Insee (consulté le 10 avril 2021).
11. ↑  « Emp T5 - Emploi et activité en 2018 à Laramière » (consulté le 5 février 2022).
12. ↑  « ACT T4 - Lieu de travail des actifs de 15 ans ou plus ayant un emploi qui résident dans la commune en 2018 » (consulté le 5 février 2022).
13. ↑  « ACT G2 - Part des moyens de transport utilisés pour se rendre au travail en 2018 » (consulté le 5 février 2022).
14. ↑  « DEN T5 - Nombre d'établissements par secteur d'activité au 31 décembre 2019 à Laramière » (consulté le 14 février 2022).
15. ↑  « DEN T5 - Nombre d'établissements par secteur d'activité au 31 décembre 2019 dans le Lot » (consulté le 14 février 2022).

#### Autres sources
1. ↑  Carte IGN sous Géoportail
2. 1 2  Daniel Joly, Thierry Brossard, Hervé Cardot, Jean Cavailhes, Mohamed Hilal et Pierre Wavresky, « Les types de climats en France, une construction spatiale », Cybergéo, revue européenne de géographie - European Journal of Geography, no 501,‎ 18 juin 2010 (DOI 10.4000/cybergeo.23155, lire en ligne, consulté le 14 novembre 2023)
3. ↑  « Zonages climatiques en France métropolitaine. », sur pluiesextremes.meteo.fr (consulté le 14 novembre 2023).
4. ↑  « Orthodromie entre Laramière et Faycelles », sur fr.distance.to (consulté le 14 novembre 2023).
5. ↑  « Station Météo-France « Faycelles » (commune de Faycelles) - fiche climatologique - période 1991-2020 », sur donneespubliques.meteofrance.fr (consulté le 14 novembre 2023).
6. ↑  « Station Météo-France « Faycelles » (commune de Faycelles) - fiche de métadonnées. », sur donneespubliques.meteofrance.fr (consulté le 14 novembre 2023).
7. ↑  « Climadiag Commune : diagnostiquez les enjeux climatiques de votre collectivité. », sur meteofrance.fr, novembre 2022 (consulté le 14 novembre 2023).
8. ↑  « Les espaces protégés. », sur le site de l'INPN (consulté le 10 mai 2022).
9. ↑  « Liste des espaces protégés sur la commune », sur le site de l'inventaire national du patrimoine naturel (consulté le 2 septembre 2021).
10. ↑  « Le parc naturel régional des Causses du Quercy – charte 2012-2024 »(Archive.org • Wikiwix • Archive.is • Google • Que faire ?), sur parc-causses-du-quercy.fr (consulté le 8 mai 2021).
11. ↑  [PDF]« Le parc naturel régional des Causses du Quercy – charte 2012-2024 - le rapport »(Archive.org • Wikiwix • Archive.is • Google • Que faire ?), sur parc-causses-du-quercy.fr (consulté le 8 mai 2021).
12. ↑  « - fiche descriptive », sur le site de l'inventaire national du patrimoine naturel (consulté le 1er septembre 2021).
13. ↑  « le géoparc des Causses du Quercy », sur le site des Géoparks de l'Unesco (consulté le 26 août 2021).
14. ↑  « Géoparc des Causses du Quercy - fiche descriptive », sur le site de l'inventaire national du patrimoine naturel (consulté le 1er septembre 2021).
15. ↑  « Liste des ZNIEFF de la commune de Laramière », sur le site de l'Inventaire national du patrimoine naturel (consulté le 2 septembre 2021).
16. ↑  « ZNIEFF le « lac de Bannac » - fiche descriptive », sur le site de l'inventaire national du patrimoine naturel (consulté le 2 septembre 2021).
17. ↑  « ZNIEFF les « prairies du Mas de Cousis » - fiche descriptive », sur le site de l'inventaire national du patrimoine naturel (consulté le 2 septembre 2021).
18. ↑  « CORINE Land Cover (CLC) - Répartition des superficies en 15 postes d'occupation des sols (métropole). », sur le site des données et études statistiques du ministère de la Transition écologique. (consulté le 14 avril 2021).
19. 1 2  « Les risques près de chez moi - commune de Laramière », sur Géorisques (consulté le 17 octobre 2022).
20. ↑  BRGM, « Évaluez simplement et rapidement les risques de votre bien », sur Géorisques (consulté le 13 septembre 2022).
21. ↑  « Dossier départemental des risques majeurs dans le Lot », sur lot.gouv.fr (consulté le 13 septembre 2022).
22. ↑  « Dossier départemental des risques majeurs dans le Lot », sur lot.gouv.fr (consulté le 13 septembre 2022), chapitre Mouvements de terrain.
23. 1 2  « Liste des cavités souterraines localisées sur la commune de Laramière », sur georisques.gouv.fr (consulté le 13 septembre 2022).
24. ↑  « Retrait-gonflement des argiles », sur le site de l'observatoire national des risques naturels (consulté le 13 septembre 2022).
25. ↑  « Dossier départemental des risques majeurs dans le Lot », sur lot.gouv.fr (consulté le 13 septembre 2022), chapitre Risque transport de matières dangereuses.
26. ↑  Gaston Bazalgues, « Les noms des communes du Parc », Les cahiers scientifiques du Parc naturel régional des Causses du Quercy, vol. 1,‎ 2014, p. 115 (lire en ligne)
27. ↑  « Les maires de Laramière », sur Site francegenweb, 19 février 2011 (consulté le 22 octobre 2017).
28. ↑  L'organisation du recensement, sur insee.fr.
29. ↑  Calendrier départemental des recensements, sur insee.fr.
30. ↑  Des villages de Cassini aux communes d'aujourd'hui sur le site de l'École des hautes études en sciences sociales.
31. ↑  Fiches Insee - Populations de référence de la commune pour les années 2006, 2007, 2008, 2009, 2010, 2011, 2012, 2013, 2014, 2015, 2016, 2017, 2018, 2019, 2020, 2021 et 2022.
32. ↑  « Les régions agricoles (RA), petites régions agricoles(PRA) - Année de référence : 2017 », sur agreste.agriculture.gouv.fr (consulté le 14 février 2022).
33. ↑  Présentation des premiers résultats du recensement agricole 2020, Ministère de l’agriculture et de l’alimentation, 10 décembre 2021
34. 1 2  « Fiche de recensement agricole - Exploitations ayant leur siège dans la commune de Laramière - Données générales », sur recensement-agricole.agriculture.gouv.fr (consulté le 14 février 2022).
35. ↑  « Fiche de recensement agricole - Exploitations ayant leur siège dans le département du Lot » (consulté le 14 février 2022).
36. ↑  « Prieuré », notice no PA00095125, sur la plateforme ouverte du patrimoine, base Mérimée, ministère français de la Culture.
37. ↑  « Église paroissiale Saint-Georges », sur pop.culture.gouv.fr (consulté le 4 juin 2021).